# Luc Ewen
Luc Ewen (Luxemburg-Stad, 1959) is een Luxemburgs fotograaf.

## Leven en werk
Ewen werd opgeleid aan het Lycée Technique des Arts et Métiers in de stad Luxemburg en het Institut National de l’Education populaire (INEP) in Marly-le-Roi.
De fotograaf zoekt naar tekens waar de meeste mensen onoplettend aan voorbij lopen en bestudeert dingen die het blote oog mist, om ze vervolgens vast te leggen met de camera. Hij ontving in 1994 voor zijn werk een prijs van de Republic National Bank of New York. Ewen is lid van de Cercle Artistique de Luxembourg (CAL) en neemt deel aan de salons van de kunstenaarsvereniging. Hij ontving er de Prix de Raville (2003) en de Prix Grand-Duc Adolphe (2005) voor zijn werk.

## Enkele solotentoonstellingen
- 2010 Galerie Nei Liicht, Dudelange
- 2009 Kunst +, Zwalm
- 2008 Lieux urbains in Galerie Schlassgoart, Esch-sur-Alzette
- 2007 Zkvozniak, in het kader van he project n'Art an der Grenze, Stolzembourg
- Galerie Vrais Rêves, Lyon

- Gemeinsame Normdatei: 1089591969
- International Standard Name Identifier: 0000 0001 3910 8850
- Musée national d'archéologie, d'histoire et d'art: lkl000200
- RKD-Nederlands Instituut voor Kunstgeschiedenis: 378539
- Système universitaire de documentation: 076162141
- Virtual International Authority File: 220131346
- WorldCat: E39PBJvt6hWq8TkXjFcjv7mmVC